# Брюле
 Тази статия е за индианското племе.  За десерта вижте Крем брюле.  
Брюле или Сичангу е едно от седемте основни разделения на западните сиукси или тетон, лакота. Името „брюле“ е френският превод на тяхното собствено име „си’чан гу“, което означава „изгорените бедра“. Споменават се от Луис и Кларк през 1804 г. като „Тетони от изгорялата гора“. Изследователите изчисляват, че племето тогава разполага с около 300 мъже и обитава района от двете страни на реките Мисури, Уайт и Тетон. През 1806 г. са от източната страна на Мисури, от устието на Уайт до Тетон. Към 1850 г. кръстосват равнините около Уайт Ривър и Ниобрара, достигайки на юг до река Плейт. След Сиукските войни племето е затворено в резервати. През 1890 г. горните брюле, живеещи в резервата Роузбъд, Южна Дакота наброяват 3245 души, а долните брюле в резерватите Кроу Крийк и Лоуър Брюле, Южна Дакота наброяват 1026 души. След това техният брой не се посочва отделно.

## Подразделения
Брюле са разделени на две географски разделения:
- Хеята уичаша – Хората далеч от реката или Горни брюле.
- Куд уичаша (Кута уичаша или Кунта уичаша) – Долни брюле[2]

Около 1850 г. 500 типита и следните подразделения:
- Хората, печащи месо
- Дългокраките коне
- Варящите своята посуда
- Слабите сърца
- Родени в средата
- Ядящите крава

Главни вождове – Малкия гръм, Орловото тяло, Желязната раковина
През 1880 г. човек от племето на име Татанка уакан дава списък на Джеймс Оуен Дорси със следните подразделения:
- Иякоза – Цицина от конски крак
- Чокатоуела – Синьо петно в средата
- Шийо танка – Прерийна кокошка
- Хомна
- Шийо шубула – Остроопашата яребица
- Канги юха – Носещите врана
- Писпиза уичаша – Хората прерийни кучета
- Уалега ун уохан – Готвят храна с търбуха
- Уачеунпа
- Шауала – Шоуни (потомци на шоуните приети в племето)
- Иханктонуан – Янктон
- Нахпахпа – Свалят си легинсите (след връщането си от война)
- Апеуан танка – Големи гриви (на коне)[2]

През 1884 г. У. Джей Кливланд изпраща на Дорси списък със следните подразделения като казва, че те се появяват неотдавна:
- Сичангу – Изгорелите бедра (истински сичангу)
- Какега – Издаващи дрезгав звук
  - Хинхан шунуапа
  - Шункаха напин – Огърлица от кучешка кожа
- Хи ха канханхан уин – Хи (зъб), Ха (кожа), Канханхан (клатя се), уин (жена)
- Хунку уанича – Без майка
- Минискуя кичун
  - Киюкса – Нарушаващите (закона за брака)
  - Ти глабу
- Уачеунпа
- Уаглухе – Лентяите
- Исаняти – Сантии
- Уагмиза юха – Носещите царевица
  - Уалега ун уохан – Готвят храна с търбуха
  - Уахна
- Оглала ичичага – Правят се на оглала
- Тийочешли – Мръсотия в типито
- Уажажа – Осейджи
- Иеска чинча – Мелезите (потомци на бели мъже)
- Оохенонпа – Кипящите два пъти
- Окага уичаша – Хората на юг[2]